# Vetenskapsåret 1808

## Händelser

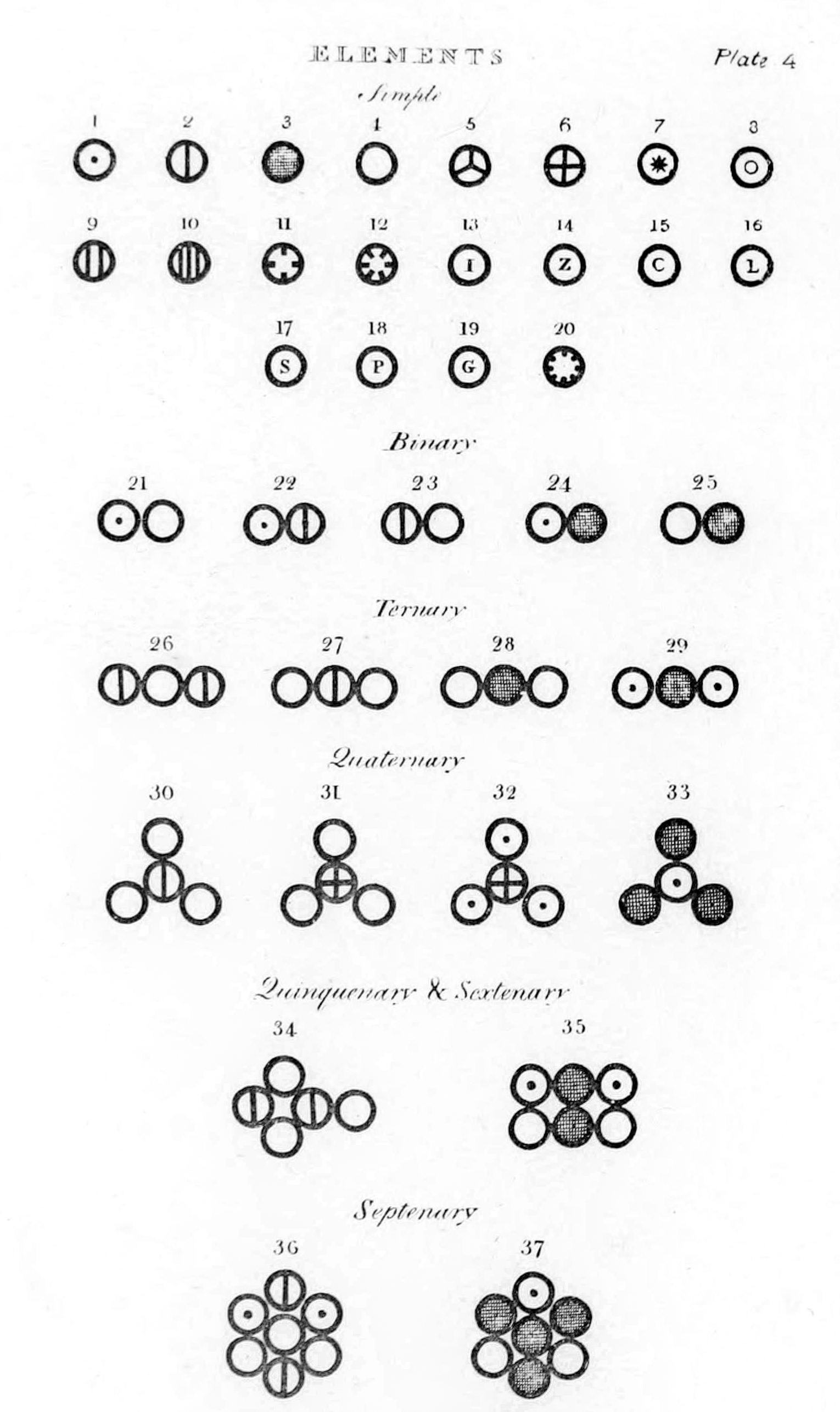
Bilder av atomer och molekyler från Daltons New System of Chemical Philosophy.

- Jöns Jacob Berzelius publicerar andra delen av Föreläsningar i Djurkemien baserade på sina undersökningar av animaliska material, vilket kan sägas lägga grunden för fysiologisk kemi.
- Humphry Davy lyckas isoloera barium, kalcium, magnesium och strontium.
- Carl Friedrich Gauss härleder en metod för att beräkna en planets omloppsbana baserat på tre observationer. Han framlägger också minsta kvadratmetoden.
- Louis Joseph Gay-Lussac, Louis Jacques Thénard och Humphry Davy framställer bor.
- Joseph Louis Gay-Lussac formulerar Gay-Lussacs lag för gasers volym.
- John Dalton publicerar New System of Chemical Philosophy, med en atomteori som grund för kemin.

## Pristagare
- Copleymedaljen: William Henry, brittisk kemist

## Födda
- 12 januari - Wilhelm Philipp Schimper (död 1880), tysk botanist och paleontolog.
- 29 februari - Hugh Falconer (död 1865), skotsk botanist och paleontolog.
- 29 februari - Charles Pritchard (död 1893), engelsk astronom.
- 8 juli - George Robert Gray (död 1872), brittisk zoolog.
- 14 augusti - Sjur Aamundssøn Sexe (död 1888), norsk matematiker och geolog.
- 15 september - John Hutton Balfour (död 1884), skotsk botanist.
- 24 oktober - Bernhard von Cotta (död 1879), tysk geolog.
- 6 november - Friedrich Julius Richelot (död 1875), tysk matematiker.
- Emanuel Björling (död 1872), svensk matematiker.
- Caterina Scarpellini (död 1873), italiensk astronom.

## Avlidna
- 3 mars - Johan Christian Fabricius (född 1745), dansk naturforskare, en av Linnés lärjungar.
- 19 juni - Alexander Dalrymple (född 1737), skotsk upptäcktsresande.
- 13 augusti - Étienne Pierre Ventenat (född 1757), fransk botanist.
- 19 augusti - Fredrik Henrik af Chapman (född 1721), svensk skeppsbyggare.
- Karl Friedrich Hindenburg (född 1741), tysk fysiker och matematiker.